# El arca de Schindler
El arca de Schindler (Schindler's Ark en inglés) es una novela de ficción histórica escrita por Thomas Keneally y ganadora de un premio Booker en 1982. Más tarde sería adaptada para el cine como La lista de Schindler, película dirigida por Steven Spielberg. En Estados Unidos el libro se tituló Schindler's List; en cambio en los países miembros de la Commonwealth dejaron el título original.
La novela trata la historia de Oskar Schindler, miembro del partido Nazi que acaba siendo un héroe. Al acabar la guerra, Schindler salvó a 1200 judíos de los campos de concentración de Alemania y Polonia.
La novela describe los sucesos y personajes reales mediante diálogos ficticios y escenas añadidas por el autor. Keneally escribió un gran número de novelas antes de El arca de Schindler.

## Premios
La novela fue premiada con un premio Booker a la novela de ficción en 1982.

## Historia
Poldek Pfefferberg, superviviente del Holocausto, sirvió de inspiración a Keneally. Tras la guerra, Pfefferberg intentó en numerosas ocasiones atraer la atención de guionistas y directores de cine respecto a su pasado a través de una película basada en la historia de Schindler y sus acciones para salvar a los judíos de nacionalidad polaca de los nazis.